# Satz von Brianchon

Satz von Brianchon

Der Satz von Brianchon, benannt nach dem französischen Mathematiker Charles Julien Brianchon (1783–1864), ist ein klassischer Lehrsatz der ebenen Geometrie.
- In einem konvexen Sechseck {\displaystyle P_{1}P_{2}P_{3}P_{4}P_{5}P_{6}}, das einen nicht ausgearteten Kegelschnitt umschreibt (d. h., alle Seiten sind Tangenten des Kegelschnitts), schneiden sich die Diagonalen {\displaystyle P_{1}P_{4},P_{2}P_{5},P_{3}P_{6}} in einem Punkt {\displaystyle B}, dem Brianchon-Punkt.

Es handelt sich hier um die duale Version des Satzes von Pascal.

3-Tangenten-Ausartung des Satzes von Brianchon

Wie beim Satz von Pascal gibt es für den Satz von Brianchon auch Ausartungen. Dabei lässt man benachbarte Tangenten zusammenfallen und deren Schnittpunkt wird zu einem Kegelschnittpunkt. Bei dem Beispiel im Bild sind 3 Paare von Tangenten zusammengefallen. Dabei entsteht eine Aussage über Inellipsen von Dreiecken. Aus projektiver Sicht kann man weiterhin feststellen: Die beiden Dreiecke {\displaystyle P_{1}P_{3}P_{5}} und {\displaystyle P_{2}P_{4}P_{6}} liegen perspektiv. D. h., es gibt eine Zentralkollineation, die das eine Dreieck auf das andere Dreieck abbildet. Nur in Sonderfällen ist diese Zentralkollineation auch eine affine Abbildung (Streckung an einem Punkt), z. B. bei einer Steiner-Inellipse sind beide Dreiecke über eine Streckung am Mittelpunkt, der auch Brianchon-Punkt ist, miteinander verbunden. Ist die Inellipse ein Kreis, dann handelt es sich um den Inkreis des Dreiecks {\displaystyle P_{1}P_{3}P_{5}}, der Brianchon-Punkt entspricht dem Gergonne-Punkt dieses Dreiecks und das Dreieck {\displaystyle P_{2}P_{4}P_{6}} wird auch als Gergonne-Dreieck bezeichnet.